# Aníbal Moreira
Aníbal de Jesus Moreira (Luanda, 17 settembre 1966) è un ex cestista e allenatore di pallacanestro angolano con cittadinanza portoghese.

## Carriera
Con l'Angola ha disputato tre edizioni dei Giochi olimpici (Barcellona 1992, Atlanta 1996, Sydney 2000), tre dei Campionati mondiali (1986, 1990, 1994) e sei dei Campionati africani (1989, 1992, 1993, 1995, 1997, 1999).
Da allenatore ha guidato l'Angola ai Giochi olimpici di Londra 2012, ai Campionati africani del 2013 e ai Campionati mondiali del 2014.